# 檜原村 (福島県)
檜原村（ひばらむら）は福島県耶麻郡にかつて存在した村である。

## 地理
現在の北塩原村の東部に位置する。

## 歴史

### 村域の変遷
- 1889年（明治22年）4月1日 - 町村制施行により、檜原村が単独で村制施行し耶麻郡檜原村が発足。
- 1954年（昭和29年）3月31日 - 檜原村は北山村・大塩村とともに合併し北塩原村が発足。檜原村は消滅。

変遷表
| 1868年 以前 | 1868年 以前 | 明治22年 4月1日 | 昭和29年 3月31日 | 現在     |
| ----------- | ----------- | --------------- | ---------------- | -------- |
|             | 檜原村      | 檜原村          | 北塩原村         | 北塩原村 |

## 人口・世帯

### 人口
総数 [単位： 人]
| 1889年（明治22年） | 437   |
| 1920年（大正 9年） | 1,835 |
| 1947年（昭和22年） | 1,878 |

### 世帯
総数 [単位： 世帯]
| 1920年（大正 9年） | 212 |
| 1947年（昭和22年） | 308 |